# Святополк (Бохемия)
Вижте пояснителната страница за други личности с името Святополк.
Святополк, известен като Святополк Лъва, е херцог на Бохемия от династията на Пршемисловциte в продължение на две години до насилствената му смърт на 21 септември 1109 г.
Святополк води гражданска война с братовчед си Боривой II за титлата херцог на Бохемия, която печели през 1107 г. Това не допада на император Хайнрих V и той притиска бохемеца да освободи и възстанови Борживой.
Святополк успява да удовлетвори императора, без да загуби собственото си достойнство. Освобождава Борживой и го кани за кръстник на сина си Венцеслав-Хайнрих, като се включва в германската военна експедиция срещу Унгария. Последната завършва с неуспех и Бохемия е нападната от Полша. При ответния удар срещу полското херцогство Святополк е убит в покушение под стените на Глогов от Вршовци в името на Борживой.